# ビーバー郡区 (アイオワ州バトラー郡)
ビーバー郡区は、アメリカ合衆国、アイオワ州、バトラー郡にある16の郡区の一つである。2000年の国勢調査で、人口は1351人だった。

## 地理
ビーバー郡区は、94.1平方キロメートル（36.35平方マイル)で、New Hartfordが含まれる。アメリカ地質調査所によると、この郡区はBehrendsとBidwellとOak Hillの3つの霊園が含まれる。